# Maicon da Silva
Maicon da Silva Moreira (Cachoeira do Sul, Río Grande del Sur, Brasil; 10 de marzo de 1993), conocido solo como Maicon, es un futbolista brasileño. Juega de centrocampista o defensa y su equipo actual es el AA Coruripe.

## Estadísticas
Actualizado al último partido disputado el 19 de mayo de 2019.
| Reggina · Italia | 2.ª           | 2011-12       | 2  | 0 | 1  | 0 | - | - | -  | - | 3   | 0  |
| Reggina · Italia | 2.ª           | 2013-14       | 34 | 2 | 3  | 0 | - | - | -  | - | 37  | 2  |
| Reggina · Italia | Total club    | Total club    | 36 | 2 | 4  | 0 | 0 | 0 | 0  | 0 | 40  | 2  |
| Pontedera · Italia | 4.ª           | 2012-13       | 2  | 0 | -  | - | - | - | -  | - | 2   | 0  |
| Pontedera · Italia | Total club    | Total club    | 2  | 0 | 0  | 0 | 0 | 0 | 0  | 0 | 2   | 0  |
| Livorno · Italia | 2.ª           | 2014-15       | 22 | 2 | 0  | 0 | - | - | -  | - | 22  | 2  |
| Livorno · Italia | 2.ª           | 2015-16       | 6  | 0 | 2  | 0 | - | - | -  | - | 8   | 0  |
| Livorno · Italia | 2.ª           | 2018-19       | 8  | 0 | 0  | 0 | - | - | -  | - | 8   | 0  |
| Livorno · Italia | Total club    | Total club    | 36 | 2 | 2  | 0 | 0 | 0 | 0  | 0 | 38  | 2  |
| Sport Recife · Brasil | 1.ª           | 2016          | 0  | 0 | 2  | 0 | - | - | 11 | 0 | 13  | 0  |
| Sport Recife · Brasil | Total club    | Total club    | 0  | 0 | 2  | 0 | 0 | 0 | 11 | 0 | 13  | 0  |
| Boavista SC · Brasil | Reg.          | 2017          | -  | - | 3  | 0 | - | - | 13 | 2 | 16  | 2  |
| Boavista SC · Brasil | Total club    | Total club    | 0  | 0 | 3  | 0 | 0 | 0 | 13 | 2 | 16  | 2  |
| Istra 1961 · Croacia | 1.ª           | 2018-19       | 9  | 0 | -  | - | - | - | -  | - | 9   | 0  |
| Istra 1961 · Croacia | Total club    | Total club    | 9  | 0 | 0  | 0 | 0 | 0 | 0  | 0 | 9   | 0  |
| FC Tulsa Estados Unidos | 2.ª           | 2020          | 1  | 0 | -  | - | - | - | -  | - | 1   | 0  |
| FC Tulsa Estados Unidos | Total club    | Total club    | 1  | 0 | 0  | 0 | 0 | 0 | 0  | 0 | 1   | 0  |
| Total carrera | Total carrera | Total carrera | 93 | 8 | 11 | 0 | 0 | 0 | 24 | 2 | 128 | 10 |
| (1) Incluye datos de la Copa Italia y la Copa Brasil (2) Incluye datos del Campeonato Pernambucano, Liga do Nordeste y el Campeonato Carioca |               |               |    |   |    |   |   |   |    |   |     |    |